# Ящик с игрушками
«Ящик с игрушками» (фр.  La Boîte à joujoux) — одноактный балет французского композитора Клода Дебюсси, предназначенный для детской аудитории и основанный на иллюстрациях к детской книге художника Андре Элле. Является третьим и последним балетом Дебюсси. Балет первоначально написан для фортепиано, композитор работал над его оркестровкой, вероятно, до 1917 года, но так её и не закончил. Её завершил уже после смерти Дебюсси его друг Андре Капле. Премьера балета состоялась в 1919 году. Клавир балета, сочинённый в период между июлем и октябрем 1913 года, был опубликован с иллюстрациями Андре Элле.

## История создания
Заказ на создание детского балета Дебюсси получил от художника-иллюстратора Андре Элле, который принёс готовый сценарий с рисунками. По поводу создания балета сохранилась переписка между композитором и художником, которая проливает свет на историю его создания. Из неё становится ясно, что Дебюсси влиял на художественное оформление этого сочинения, а художник многие его предложения принял. Первое письмо датировано 20 июня 1913 года; из него следует, что Дебюсси хотел написать на сюжет Элле балет и заранее предложил его своему постоянному нотному издателю Жаку Дюрану, после чего началась работа над созданием произведения.
Балет посвящён дочери композитора — Клод-Эмме Дебюсси (1905—1919; домашнее прозвище «Шушу»), которой ранее также был посвящён фортепианный цикл «Детский уголок». Единственную дочь композитора родила в 1905 году его вторая жена Эмма Бардак. Девочка была музыкально одарённой, исполняла некоторые сочинения отца и музицировала. 25 июля 1913 года Дебюсси писал Жаку Дюрану: «Я выпытываю все секреты у старых кукол Шушу». Позже музыкальный критик Марсель Дитши по этому поводу заметил: «Он извлёк свой балет из ящика с игрушками Шушу».
В начале сентября того же года композитор писал Дюрану про работу над балетом: «Я счастлив, что музыка „Коробки с игрушками“ вам понравилась… я попытался быть ясным и даже „забавным“, не позируя и без ненужной акробатики». Балет был закончен в октябре 1913 года, а весной 1914 года Дебюсси начал заниматься переложением его для оркестра. В сентябре того же года композитор, постоянно испытывающий материальные проблемы, получил две тысячи франков в качестве аванса за оркестровку этого произведения, которая в авторском переложении так и осталась незаконченной.
Дебюсси рассматривал различные концепции постановки балета, то предполагая исполнять его силами театра марионеток, то отдав роли детям. По его мнению, привлекать балетмейстера к постановке балета не было необходимости, а можно было обойтись театральным режиссёром, который наметил бы рисунок мизансцен. О замысле балета и его специфике композитор рассказывал в интервью в начале февраля 1914 года следующее:
„Ящик с игрушками“ предполагается пантомимой на музыку, написанную мной в рождественских и новогодних альбомах для детей! Произведение предназначается для развлечения детей — и не более. Пьесы из альбомов надо соединить, сделать из них три картины...
Премьера балета в оркестровке Андре Капле прошла 10 декабря 1919 года в парижском Лирическом театре Водевиль. Первое представление балета с участием марионеток состоялось в 1962 году в Нидерландах по случаю столетия со дня рождения Дебюсси.

## Сюжет
О содержании балета композитор в том же интервью рассказывал следующее:
Картонный воин любит куклу; он старается доказать ей это. Но красотка изменяет ему с полишинелем. Это доходит до сведения воина и происходят ужасные вещи: бои между деревянными солдатами и полишинелями. Словом, влюбленный в красавицу-куклу воин тяжело ранен во время сражения. Кукла за ним ухаживает и... всё кончается как нельзя лучше. Вы видите, что это наивно... чисто по-детски.
 В первом издании балета с рисунками А. Элле его сценарий описывался следующим образом:
Куклы танцевали. Деревянный солдатик, увидев одну из них, влюбился. Но Кукла уже отдала свое сердце другому — ленивому, легкомысленному и скандальному Полишинелю. Драка между Полишинелем и Солдатиком приводит к большому сражению между полишинелями и солдатиками, в котором влюбленный Солдатик был серьёзно ранен.

Покинутая негодным Полишинелем Кукла забрала Солдатика к себе домой, лечила его и, в конце концов, влюбилась в него. Они поженились, были счастливы и имели много детей. Дерзкий Полишинель стал сторожем, и жизнь в ящике с игрушками продолжалась.

## Структура
Балет состоит из одного действия, в четырёх картинах с Прелюдией и Эпилогом. В первой картине показывается магазин игрушек и происходит парад кукол. Во второй происходит сражение между солдатиками и полишинелями. После битвы сражающиеся отступают в разные стороны. В третьей картине действие происходит на заброшенной ферме (овчарня), которую покупают Кукла и Солдатик. В четвёртой картине на сцене представлена уже обустроенная ферма с вывеской: Через 20 лет. Перед фермой — Солдатик с седой бородой, сильно располневшая Кукла, а рядом расположились их дети. Кукла уже не может танцевать, но пробует петь, а их дети танцуют зажигательную польку «на знаменитый мотив», которую они «танцуют в восторге». В Эпилоге возвращается музыка и декорации первой картины, а все игрушки прячутся в ящик:
1. Прелюдия. Сон в ящике (фр. Prélude. Le Sommeil de la boîte).
2. Магазин игрушек (Le Magasin de jouets)
3. Поле сражения (Le Champ de bataille)
4. Овчарня на продажу (La Bergerie à vendre)
5. Всё хорошо, что хорошо кончается (Après fortune faite)
6. Эпилог (Épilogue).

## Характеристика
В балете имеются три основных лейтмотива в духе «игрушечного мира»: мотив в ритме вальса Куклы, фанфары Солдатика и скерцозный мотив Полишинеля. В музыкальном отношении балет насыщен различными цитатами и аллюзиями. Цитаты можно разделить на три основных группы: французские детские и народные песни (пастушеская песенка — Il était une bergère или Il pleut une bergère; Баю-баюшки дитя — Dodo l'enfant do; Пан, что это там? — Pan qu'est ce qu'est là; Фанфан Тюльпан — Fanfan La Tulipe), темы известных классических произведений («Свадебный марш» Феликса Мендельсона, марш и хор солдат из оперы «Фауст» Шарля Гуно) и самоцитирование («Детский уголок», «Остров радости» и др.) Также авторы балета проводят намеренную параллель между Куклой, Солдатиком, Полишинелем и главными героями оперы «Кармен» Жоржа Бизе. Также возможны отсылки к миру образов балета И. Ф. Стравинского «Петрушка». По мнению музыковеда А. А. Альшванга, кроме сочинения Стравинского балет Дебюсси по своему игрушечному жанру можно отнести к традиции заложенной ещё балетом Лео Делиба «Коппелия».

## Оркестровое переложение
Оркестровку закончил в 1919 году друг композитора Андре Капле по начатым эскизам Дебюсси. Состав оркестра:
фортепиано, челеста, 2 флейты, 2 кларнета, 2 фагота, 2 гобоя, английский рожок, 2 валторны, 2 трубы, скрипки, альты, виолончели, контрабасы, арфа, треугольник, литавры, тарелки, бубен, большой барабан, трещотка.